# Старогръцка комедия
Старогръцката комедия възниква през 6 век пр.н.е., но първите литературни опити в този жанр не са познати.
Състезания между комедийни хорове се провеждат за първи път към 488/86 г. пр.н.е. по време на Големите Дионисии. Думата „комедия“ буквално означава „песен на комоса“, като „комос“ значи „весело празнично шествие“.
Според Аристотел комедията води началото си от запевачите на фалическите песни, изпълнявани по време на процесиите в чест на боговете на плодородието, най-вече на Дионис (също на Деметра и дъщеря ѝ Персефона, Приап). Обредите и песните в чест на тези божества виждат в смеха и сквернословието жизнетворяща сила. Други източници са: шумните и весели битови сценки с пародиен и карикатурен характер, чрез които селяните, отиващи в града за Дионисиевите празници, са осмивали градската култура. От култа към Дионис комедията взема следните елементи:
- хор, състоящ се от 24-ма души, разделени на 2 полухория,
- агон – традиционният му характер се заменя с актуална проблематика. Например в комедията „Облаци“ на Аристофан се противопоставят стари и нови нрави;
- парабаза – изпълнение на хора, при което той сваля маските и се обръща към публиката по някакъв актуален проблем, като понякога парабазата няма връзка със сюжета на комедията;
- богатата, ярка маскировка.

Както комедията, така и трагедията водят началото си от култа към Дионис, но традиционността много бързо се преодолява и проблематиката става актуална. Трагедията и комедията имат още нещо общо помежду си: стремежът към очистване, но постигат тази цел по различен начин. Трагедията чрез състрадание и страх, а комедията – чрез смях, породен от фиктивното страдание на героя.

## Еволюция
Старата атическа комедия според сведенията на Аристотел води началото си от Сицилия. Още в края на VI в. пр.н.е. сицилианецът Епихарм писал комедии на дорийски диалект, които не са стигнали до нас, но древните гърци и особено Платон ги ценели високо. Влиянието на тези първи опити, както и твърде свободните песни и шеги, с които били съпровождани дионисиевите шествия в Атика, довели до възникването на т. нар. стара комедия, която бързо заела мястото си наред с трагедията в официалните състезания, устройвани по време на Дионисиите. На дорийска земя, в Мегара, близо до Атина, пуснала здрави корени традицията на късите комични представления, харесвани заради дълбоката наблюдателност, която те разкривали, и за остроумните максими, с които били изпъстрени.
Първото състезание за комедии е проведено през 485 г. пр.н.е. в Атина. Известни са около 40 автори на стари комедии, което показва популярността на този типично атински литературен вид през V в. пр.н.е. Неговите най-известни представители са Кратин, който печели състезание през 457 г. пр.н.е., Евполид и Аристофан през последната четвъртина на века. Само от Аристофан са запазени цели пиеси, които дават представа за вкусовете на атинската публика.
Старата комедия има изобличителен политически характер, персонажите не са индивидуализирани, а представят обобщени образи. В нея не се търси правдоподобност, а смях. Сюжетите обикновено имат фантастичен характер, като главният герой предприема чудновато или смешно начинание, а хорът е съставен от колоритни персонажи. В поредица от сцени героят постига целите си въпреки всички пречки. Следва интермедия без всякаква връзка със сюжета, в която хорът се обръща към зрителите, за да изрази отношението на автора към един или друг злободневен въпрос. При финалната процесия хорът напуска сцената, прославяйки Дионис. Комедията има следната структура:
- пролог – експозицията, в която се излага фантастичният проект на героя; изяснява се съдържанието и смисълът на дадената комедия.
- парод – първото излизане на хора на сцената.
- агон – състезания между действащите лица; обикновено изказаното от този, който надделява в спора, съдържа посланието на комедията.
- парабаза – изпълнение на хора, при което той сваля маските и се обръща към публиката по някакъв актуален проблем, като понякога парабазата няма връзка със сюжета на комедията;
- поредица от сцени и стазими, в които се развива сюжетното действие.
- екзод – заключителна част, не следва хорово изпълнение.

В произведенията на средната комедия от IV век пр.н.е. постепенно се преодолява политическият характер на комедията и значително намалява ролята на хора. Такива са последните пиеси на Аристофан, писани в началото на IV в. пр.н.е., които се различават чувствително от първите: „Жените в Народното събрание“, „Плутос“. Ролята на хора се стеснява, свободата на фантазията е вече по-ограничена. Личната сатира отстъпва място на социалната, вместо лични нападки са обрисувани човешки типове, смешните хрумвания са заменени от пародийно представяне на митовете.
В края на IV век пр.н.е. се появява новата атическа комедия и утвърждава комедията на характерите и интригата.
Приемниците на Аристофан, като Антифан или Алексис от Турии, изглежда са били плодовити писатели, на които се приписвали стотици пиеси. Но ние не знаем почти нищо за тях и гръцката комедия, както и трагедията, не е създала повече шедьоври през IV в. пр.н.е. до появата на Менандър, който принадлежи вече към елинистическата епоха.